# Brilliant (Schiff, 1981)
HMS Brilliant (F90) war eine Typ 22 Fregatte der Royal Navy.
Unter dem Kommando von Captain John Coward nahm sie 1982 an der Operation gegen die argentinische Besetzung der Falkland-Inseln teil. Während dieses Einsatzes griffen ihre beiden Bordhubschrauber das argentinische Unterseeboot ARA Santa Fe (S-21) an, ohne jedoch einen Erfolg zu erzielen.
Mehr Erfolg hatte die Fregatte jedoch am 12. Mai 1982, als von ihr, zum ersten Mal überhaupt, Flugabwehrraketen vom Typ Sea Wolf gefechtsmäßig abgefeuert wurden und sie insgesamt drei A-4 Skyhawks zum Absturz brachte.
Am 21. Mai 1982 wurde die Brilliant außerhalb der San Carlos Gewässer von einem argentinischen IAI Nescher aus der Luft angegriffen und erlitt leichte Beschädigungen durch Bordkanonenfeuer. Am 23. Mai 1982 traf sie mit der Fregatte HMS Yarmouth zusammen und versuchte im Seegefecht von Seal Cove das argentinische Versorgungsschiff ARA Monsunen aufzubringen.
Am 15. Mai konnte sie 24 Überlebende des versenkten britischen Versorgers Atlantic Conveyor aus Seenot retten.
Vor dem Auslaufen nach den Falklandinseln hatte die Fregatte zwei Atombomben vom Typ WE.177A nuclear depth charges an Bord genommen. Um möglichen Problemen wegen des bestehenden Atomwaffensperrvertrages von Tlatelolco aus dem Weg zu gehen, wurden die beiden Bomben am 16. April 1982 an den Versorger RFA Fort Austin umgeladen.
In den frühen 1990er Jahren war die Brilliant Mittelpunkt einer Dokumentarserie der britischen BBC. Im Oktober 1990 wurde auf der Fregatte die ersten Mitglieder des Women’s Royal Naval Service auf einem aktiven Kriegsschiff eingeschifft.

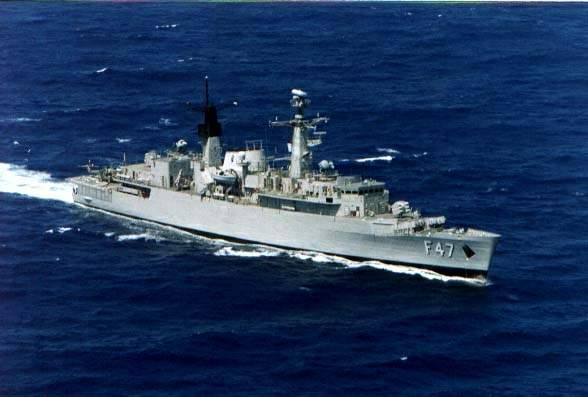
Als brasilianische „Dodsworth (F 47)“

1996 wurde die Fregatte außer Dienst gestellt und am 31. August des gleichen Jahres an Brasilien verkauft. Dort tat sie noch Dienst in der Marine als NGB Fragata Dodsworth F-47, bis sie am 11. März 2004 endgültig stillgelegt und zur Reserveflotte überstellt wurde. Zumindest bis 2011 lag sie noch in der Base Naval do Rio de Janeiro an der Pier.
Die Silhouette der HMS Brilliant ist, zusammen mit dem Datum 21. Mai auf die Seite des IAI Nesher mit der Identifikationsnummer C-412 der argentinischen Luftwaffe gemalt worden, ebenso die Silhouette der HMS Arrow (F173) und das Datum 1. Mai. Diese Kampfmarkierungen (die ohne Versenkungskreuze aufgeführt sind) betreffen den Angriff und die Beschädigung der beiden Schiffe durch die Bordkanonen dieses Flugzeuges. Kurz nach Kriegsende angebracht, befanden sie sich noch im November 2005 während des Multi-nationalen Manövers CEIBO in Argentinien an Ort und Stelle und wurden auch 2007 noch gesehen.
Seit 2009 ist das Schiff Namensgeber für Brilliant Island, eine Insel im Archipel Südgeorgiens im Südatlantik.

## Nachweise
1. ↑  Admiral Sandy Woodward: One Hundred Days, page 364. ISBN 978-0-00-713467-0
2. ↑  Lawrence Freedman, The Official History of the Falklands Campaign, Volume 2. Page 59. ISBN 978-0-415-41911-6
3. ↑  Ministry of Defence (Memento vom 5. Februar 2012 im Internet Archive) Seite 8. Abgerufen am 10. März 2009.

- AirForces Monthly Magazine February 2006, Seite 61.